# Ананьев, Олег (спортсмен)
Олег А. Ананьев — советский и украинский пловец в ластах, мастер спорта СССР международного класса.

## Карьера
О. А. Ананьев подводным спортом начал заниматься в алма-атинском бассейне СКА САВО.
На Кубке СССР по скоростным видам спорта в марте 1985 года завоевал две бронзы в эстафете в составе алма-атинской команды. В июне 1985 года на чемпионате СССР, проходившем в Алма-Ате, взял бронзу на 100-метровке.
В начале августа 1986 года на чемпионате мира в Западном Берлине стал чемпионом мира в нырянии, а также завоевал серебро и бронзу на дистанциях 100 и 200 метров. Ещё два золота казахстанец завоевал в эстафетах.
В августе 1986 года на IX летней Спартакиаде народов СССР и чемпионате СССР по скоростным видам спорта (г. Воронеж) стал чемпионом на дистанции 100 метров в ластах, а также на 100-метровке с аквалангом. В нырянии — стал вице-чемпионом СССР.
В 1986 году вместе со своими тренерами Н. Турукало и Б. Поротовым переехал в Севастополь, где начинает тренироваться в 44-м спортивном клубе Черноморского Флота. На трёх чемпионатах Европы (1987, 1989, 1991) в составе советской сборной стал десятикратным чемпионом. Также принял участие во Всемирных играх по неолимпийским видам спорта в Карслсруэ, где победил в нырянии, стал вице-чемпионом на 100-метровке, а также стал двукратным победителем в эстафетных заплывах.
После разпада СССР выступал за Украину. На чемпионате мира в Афинах завоевал серебро в эстафете и две бронзы в индивидуальных дисциплинах. А на чемпионате Европы 1993 года завоевал два индивидуальных золота и два серебра в эстафетах.
Работал со сборной Греции.